# Thagria gracilis
Thagria gracilis är en insektsart som beskrevs av Nielson 1977. Thagria gracilis ingår i släktet Thagria och familjen dvärgstritar. Inga underarter finns listade i Catalogue of Life.